# Лидо ди Кјеути (Фођа)
Лидо ди Кјеути (итал. Lido di Chieuti) је насеље у Италији у округу Фођа, региону Апулија.
Према процени из 2011. у насељу је живело 4 становника. Насеље се налази на надморској висини од 6 м.